# Эрдаль, Каролина
Каролине Эрдаль (норв. Karoline Erdal; род. 15 ноября 1997, Фёрде, Согн-ог-Фьюране) — норвежская биатлонистка. Победительница и призёр чемпионатов Европы.

## Карьера
Эрдаль дебютировала на Кубке Мира в сезоне 2016/17 на этапе в Эстерсунде, заняла 82 место в индивидуальной гонке.
Норвежка является многократной победительницей гонок на этапах Кубка IBU. В 2020 году вместе с Эндре Стрёмсхеймом победила на чемпионате Европы в одиночной смешанной эстафете.
В 2021 году Эрдаль завоевала две личные серебряные медали на чемпионате Европы в Душниках-Здруй — в спринте и гонке преследования.

## Результаты

### Открытые Чемпионаты Европы
| Год  | Место проведения | Суперспринт | Спринт | Пр | Инд | См | ОСм |
| ---- | ---------------- | ----------- | ------ | -- | --- | -- | --- |
| 2017 | ЧЕ Душники-Здруй | —           | 98     | —  | 15  | 2  | —   |
| 2019 | ЧЕ Раубичи/Минск | —           | 63     | —  | 60  | —  | —   |
| 2020 | ЧЕ Раубичи/Минск | 53          | 9      | 16 | —   | —  | 1   |
| 2021 | ЧЕ Душники-Здруй | —           | 2      | 2  | 24  | —  | 6   |